# 广西秋海棠
广西秋海棠（学名：Begonia guangxiensis）为秋海棠科秋海棠属的植物，为中国的特有植物。分布在中国大陆的广西等地，生长于海拔400米至700米的地区，一般生于山洞中，目前已由人工引种栽培。
其种加词“guangxiensis”意为“广西的”。